# قلعه رموک
قلعه رموک مربوط به سده‌های اولیه دوران‌های تاریخی پس از اسلام است و در شهرستان کرمان، بخش شهداد واقع شده و این اثر در تاریخ ۲۶ اردیبهشت ۱۳۴۷ با شمارهٔ ثبت ۸۲۸ به‌عنوان یکی از آثار ملی ایران به ثبت رسیده‌است.
قلعه رموک در شمال شهداد و اندکی دور از جاده خراسان بر پا است. این قلعه در دو اشکوب ساخته شده. این قلعه دارای یک در است که آن هم در سمت جنوب ایجاد شده‌است.

## مصالح
کل مصالح بکار برده شده در خشت با ملاط کاه گل است. خشت‌ها در اندازه ۳۸*۳۸*۸ سانتیمتر برای اشکوب هم کف و ۳۴*۳۴*۷ برای سقف اشکوب هم کف و کل اشکوب بالاست.

## نوع سقف
کلیه سقف‌های ایجاد شده برای اتاق‌ها، اعم از هم کف با طبقه اول، هشتی، راهروهای پائین و بالا با هر پهنا و اندازه به طریق گهواره‌ای یا خشت ۷*۳۴*۳۴ و با ملات گل بوده‌است.

## قدمت بنا
از جهت گونه‌شناسی بنا شاید بتوان آن را به اواخر دوره ساسانی تخمین قدمت کرد. با این برداشت که ممکن است مربوط به دوره ساسانی باشد که مشخصات بناهای این دوره را نیز داراست برای تخمین قدمت بناهای دوره ساسانی اعم از بناهای منطقه تا بناهای دور از یک سوی و بناهایی با مصالح دیگر مانند سنگ، مورد بررسی و مطالعه قرار گرفت در این رهگذر فقط دو بناست که مشابهت‌های زیادی با بنای قلعه رموک دارد که این هر دو نه در منطقه کرمانی بلکه یکی قلعه فهکند در اصفهان و دیگری قلعه پوسکان در فارس است. هر دو بنا در دو اشکوب ساخته شده‌است. پوسکان از سنگ ولی فهکند در پایین از سنگ و در قسمت بالا از خشت ساخته شده‌است.

## مشخصات معماری قلعه رموک
قلعه دارای چهار برج گرد توپر در اشکوب اول و در اشکوب دوم تو خالی است و دو برج در طرفین دروازه که این دو برج همچون برج‌های چهارگانه گوشه‌های قلعه در بخش زیرین توپر و در بخش بالا خالی است. کل قلعه و حصار با خشت و گل ساخته شده‌است. قطر دیوار حصار ۰/۸۵ متر است. در مجموع در طبقه هم کف ۱۲ اتاق وجود دارد. اندازه همه اتاق‌ها به یک اندازه یعنی ۳*۸/۳۰ متر است همه اتاق‌ها دارای یک در به سمت حیاط یا هشتی یا راهرو است که پهنای همه آنها۱/۰۵ متر پهنا دارد. کل مجموعه فقط دارای یک پلکان آن هم در سمت غرب حیاط ساخته شده‌است.